# 内田詮三
内田 詮三（うちだ せんぞう、1935年4月8日 - ）は、日本の哺乳類学者、第2回海洋立国推進功労者。静岡県出身。

## 人物
1935年生まれ。第2回海洋立国推進功労者、海洋博公園・沖縄美ら海水族館館長

## 略歴
- 1961年（昭和36年）、 東京外国語大学インドネシア語科卒業[2]
  - 静岡県伊東水族館入社[2]
- 1970年（昭和45年） 、東京大学の淡水イルカ調査に参加（バングラデシュ）[2]
- 1971年（昭和46年） 、福島県照島ランド 園長[2]
- 1981年（昭和56年） 、国営沖縄記念公園水族館 館長[2]
  - 琉球大学のアフリカマナティー調査に参加（西アフリカ諸国）[2]
- 1993年（平成5年） 、米国ボデガ海洋研究所、「ホホジロザメシンポジウム」に参加[2]
- 1997年（平成9年	） 、アメリカマナティー調査（メキシコ）[2]
- 1999年（平成11年）、東京大学　農学博士　論文の題は　「沖縄周辺海域における板鰓類の繁殖生態に関する研究」[3]。
- 2002年（平成14年） 、沖縄美ら海水族館 館長[2]

## 著書
- 内田詮三 (1996), 海の王者ザトウクジラ : 日本近海の鯨類基礎調査, 東海財団
- 村山司; 祖一誠; 内田詮三 (2010), 海獣水族館 : 飼育と展示の生物学, 東海大学出版会, ISBN 9784486018575
- 深光富士男; 吉田健二; 内田詮三 (2010), 沖縄美ら海水族館物語 : ジンベエとマンタが教えてくれたこと, PHP研究所, ISBN 9784569792194
- 内田詮三 (2012), 沖縄美ら海 (ちゅらうみ) 水族館が日本一になった理由 (わけ), 光文社新書599, 光文社, ISBN 9784334037024

## 論文
- 国立情報学研究所収録論文 国立情報学研究所